# Павлик (месторождение)
«Павлик» — золоторудное месторождение в Тенькинском районе Магаданской области на площади Яно-Колымской складчатой системы. Расположено в 370 км от Магадана, в долине реки Омчак, левого притока Теньки (бассейн Колымы), в окрестностях посёлка им. Гастелло. По состоянию на 1 января 2018 года размер разведанных запасов составлял 186 т золота.

## История
Месторождение Павлик было открыто в 1942 году поисковыми работами, проводимыми Омчакской золоторудной партией под руководством Е. П. Машко. В бассейне ручья Павлик был выявлен ряд промышленных золоторудных тел и выделены минерализованные зоны месторождения, что определило постановку на месторождении детальных поисковых и разведочных работ, которые проводились с 1947 по 1954 годы. В 1950 году были подсчитаны общие запасы золота по месторождению в количестве 45 тонн золота.
В 1955 году за счёт доразведки месторождения балансовые запасы выросли до 57 тонн золота. В 1973 году все балансовые запасы на месторождении Павлик по технико-экономическим причинам были переведены в забалансовые. Опытно-промышленная отработка месторождения Павлик была начата рудником им. Матросова в 1989 году и продолжалась три года. Всего за эти годы из приповерхностной части месторождения было добыто лишь 175 кг золота. До начала 2000-х годов месторождение находилось в государственном резерве с забалансовыми запасами 57 т золота.
В 2007 году лицензию на месторождение была выкуплена одноимённой компанией «ПАВЛИК» под управлением инвестиционной компании «АРЛАН». В декабре 2007 года было установлено, что золото содержится не только в кварцевых жилах, но и во вмещающих породах, образуя месторождение штокверкового типа. В 2007—2010 годах была проведена предварительная разведка месторождения, в ходе которой было пробурено более 35 тыс. погонных метров скважин. В мае 2009 года для разработки месторождения были утверждены временные разведочные кондиции. В 2010 году по параметрам временных разведочных кондиций в Государственную комиссию по полезным ископаемым представлен подсчёт запасов месторождения Павлик, в результате которого балансовые запасы увеличились более чем в два раза и составили 101 тонну золота. В 2013 году было утверждено технико-экономическое обоснование. Далее произведён новый подсчёт запасов. В результате которого они выросли до 154 тонн золота. В 2012 году было начало строительства ГОКа «Павлик», а в июне 2015 года получено первое золото.

## Происхождение названия
В начале 40-х годов прошлого века геолог Асеев Д. П., возглавлявший Тенькинский разведрайон, обнаружил два золотоносных ручья, которые впоследствии были названы в честь детей Асеева: Наталка (Наталкин) и Павлик. В дальнейшем имена ручьёв дали названия месторождениям золота: Наталкинское и Павлик.

## Геологическая характеристика
Павлик — месторождение штокверкового типа, что обуславливает возможность крупнотоннажной добычи золота открытым способом. Аналогами месторождения являются Мурунтау (Узбекистан), Сухой Лог и Наталкинское (РФ). Тип штокверка Павлик — площадной, глубинного заложения, о чём свидетельствует наличие промышленных содержаний золота на глубинах 700—800 м.
Месторождение относится к золото-кварцевым объектам штокверкового типа. Геологическая позиция месторождения Павлик, определяется его размещением в зоне Тенькинского глубинного разлома. Месторождение располагается в своде Павликовской антиклинали, образованной вулканогенно-осадочными породами пермского возраста и локализовано в тектонической структуре, рассекающей свод Павликовской антиклинали.
Рудные тела месторождения приурочены к оперяющим трещинам основных разрывов и представляют собой линейно-вытянутые минерализованные зоны (линейные штокверки). По простиранию и падению рудные тала интенсивно трещиноваты, раздроблены и перемяты; инъецированы прожилкованием разной интенсивности кварцевого и кварц-карбонатного состава, прокварцованы по массе и замещены кварцево-серицитовыми метасоматитами.
Наиболее продуктивной является центральная часть месторождения длиной 2,5 км и шириной от 250 до 800—1000 м. Всего известно 17 рудных тел, из которых в четырёх телах сосредоточены 80 % запасов. Рудные тела достаточно уверенно выделяются и прослеживаются по простиранию и падению. Основным полезным компонентом среди рудных минералов является золото. Оно отмечается в форме неправильных зерен, пластинок, чешуек. Распределение золота характеризуется как неравномерное и весьма неравномерное, гнездово-столбовое.

## Производство и технология обогащения
Строительство горно-обогатительного комбината на месторождении Павлик началось в 2012 году. В конце 2014 года начата отработка месторождения открытым способом. В августе 2015 года состоялся официальный запуск первой очереди предприятия. Пусконаладочные работы были завершены в январе 2016 года. Переработка руд ведётся по традиционной технологии: гравитация, флотация и сорбция с достижением максимального извлечения золота 80 %.
В 2017 году АО «ПАВЛИК» вышло на максимальную мощность по переработке 5 млн тонн руды и производству 6,5 тонн золота в год. В 2018 году производство составило 6,6 тонн.
12 сентября 2023 года введена в строй вторая золоторудная фабрика на месторождении.
Конечным продуктом золотоизвлекательной фабрики является сплав золота лигатурного с содержанием золота 80 % Технологическая схема фабрики разработана компанией. Основное производственное оборудование поставлено FLSmidth и Metso Minerals.
Недропользователем является акционерное общество «Золоторудная компания „Павлик“» (АО «ПАВЛИК»), созданное в Магадане в 2007 году. Компания входит в ТОП-10 крупнейших золотодобывающих компаний России по объёмам добычи.